# Sphaerodactylus micropithecus
Sphaerodactylus micropithecus är en ödleart som beskrevs av  Schwartz 1977. Sphaerodactylus micropithecus ingår i släktet Sphaerodactylus och familjen geckoödlor. IUCN kategoriserar arten globalt som starkt hotad. Inga underarter finns listade i Catalogue of Life.